# Lijst van nummer 1-hits in de Radio 2 Top 30 in 1993
Deze hits stonden in 1993 op nummer 1 in de BRT Top 30, de voorloper van de huidige Vlaamse Radio 2 Top 30.
| Nummer | Datum        | Artiest         | Titel                                          |
| ------ | ------------ | --------------- | ---------------------------------------------- |
| 417    | 2 januari    | One More Time   | Highland                                       |
| 418    | 9 januari    | Whitney Houston | I Will Always Love You                         |
| 419    | 16 januari   | Charles & Eddie | Would I Lie to You?                            |
| 418    | 23 januari   | Whitney Houston | I Will Always Love You                         |
|        | 30 januari   | Whitney Houston | I Will Always Love You                         |
|        | 6 februari   | Whitney Houston | I Will Always Love You                         |
|        | 13 februari  | Whitney Houston | I Will Always Love You                         |
|        | 20 februari  | Whitney Houston | I Will Always Love You                         |
|        | 27 februari  | Whitney Houston | I Will Always Love You                         |
| 420    | 6 maart      | Def Dames Dope  | It's Ok, All Right                             |
| 421    | 13 maart     | 2 Unlimited     | No Limit                                       |
|        | 20 maart     | 2 Unlimited     | No Limit                                       |
|        | 27 maart     | 2 Unlimited     | No Limit                                       |
|        | 3 april      | 2 Unlimited     | No Limit                                       |
|        | 10 april     | 2 Unlimited     | No Limit                                       |
|        | 17 april     | 2 Unlimited     | No Limit                                       |
| 422    | 24 april     | Leila K.        | Open Sesame                                    |
| 423    | 1 mei        | Ace of Base     | All That She Wants                             |
|        | 8 mei        | Ace of Base     | All That She Wants                             |
|        | 15 mei       | Ace of Base     | All That She Wants                             |
| 424    | 22 mei       | Haddaway        | What Is Love                                   |
| 425    | 29 mei       | Snow            | Informer                                       |
|        | 5 juni       | Snow            | Informer                                       |
| 424    | 12 juni      | Haddaway        | What Is Love                                   |
| 426    | 19 juni      | Eros Ramazzotti | Cose della vita                                |
| 427    | 26 juni      | Def Dames Dope  | Ain't Nothin' to It                            |
| 426    | 3 juli       | Eros Ramazzotti | Cose della vita                                |
|        | 10 juli      | Eros Ramazzotti | Cose della vita                                |
|        | 17 juli      | Eros Ramazzotti | Cose della vita                                |
| 428    | 24 juli      | UB40            | (I Can't Help) Falling in Love with You        |
|        | 31 juli      | UB40            | (I Can't Help) Falling in Love with You        |
|        | 7 augustus   | UB40            | (I Can't Help) Falling in Love with You        |
| 429    | 14 augustus  | Culture Beat    | Mr. Vain                                       |
|        | 21 augustus  | Culture Beat    | Mr. Vain                                       |
|        | 28 augustus  | Culture Beat    | Mr. Vain                                       |
|        | 4 september  | Culture Beat    | Mr. Vain                                       |
| 430    | 11 september | 4 Non Blondes   | What's Up?                                     |
|        | 18 september | 4 Non Blondes   | What's Up?                                     |
|        | 25 september | 4 Non Blondes   | What's Up?                                     |
| 431    | 2 oktober    | Freddie Mercury | Living on My Own                               |
|        | 9 oktober    | Freddie Mercury | Living on My Own                               |
| 430    | 16 oktober   | 4 Non Blondes   | What's Up?                                     |
|        | 23 oktober   | 4 Non Blondes   | What's Up?                                     |
|        | 30 oktober   | 4 Non Blondes   | What's Up?                                     |
| 432    | 6 november   | Culture Beat    | Got to Get It                                  |
|        | 13 november  | Culture Beat    | Got to Get It                                  |
| 433    | 20 november  | Meat Loaf       | I'd Do Anything for Love (But I Won't Do That) |
|        | 27 november  | Meat Loaf       | I'd Do Anything for Love (But I Won't Do That) |
|        | 4 december   | Meat Loaf       | I'd Do Anything for Love (But I Won't Do That) |
| 434    | 11 december  | Bryan Adams     | Please Forgive Me                              |
|        | 18 december  | Bryan Adams     | Please Forgive Me                              |
|        | 25 december  | Bryan Adams     | Please Forgive Me                              |